# MDR Sachsen
MDR Sachsen – Das Sachsenradio (bis 1. Mai 2017: MDR 1 Radio Sachsen) ist das Regionalradio des Mitteldeutschen Rundfunks für Sachsen.

## Landesfunkhaus Sachsen

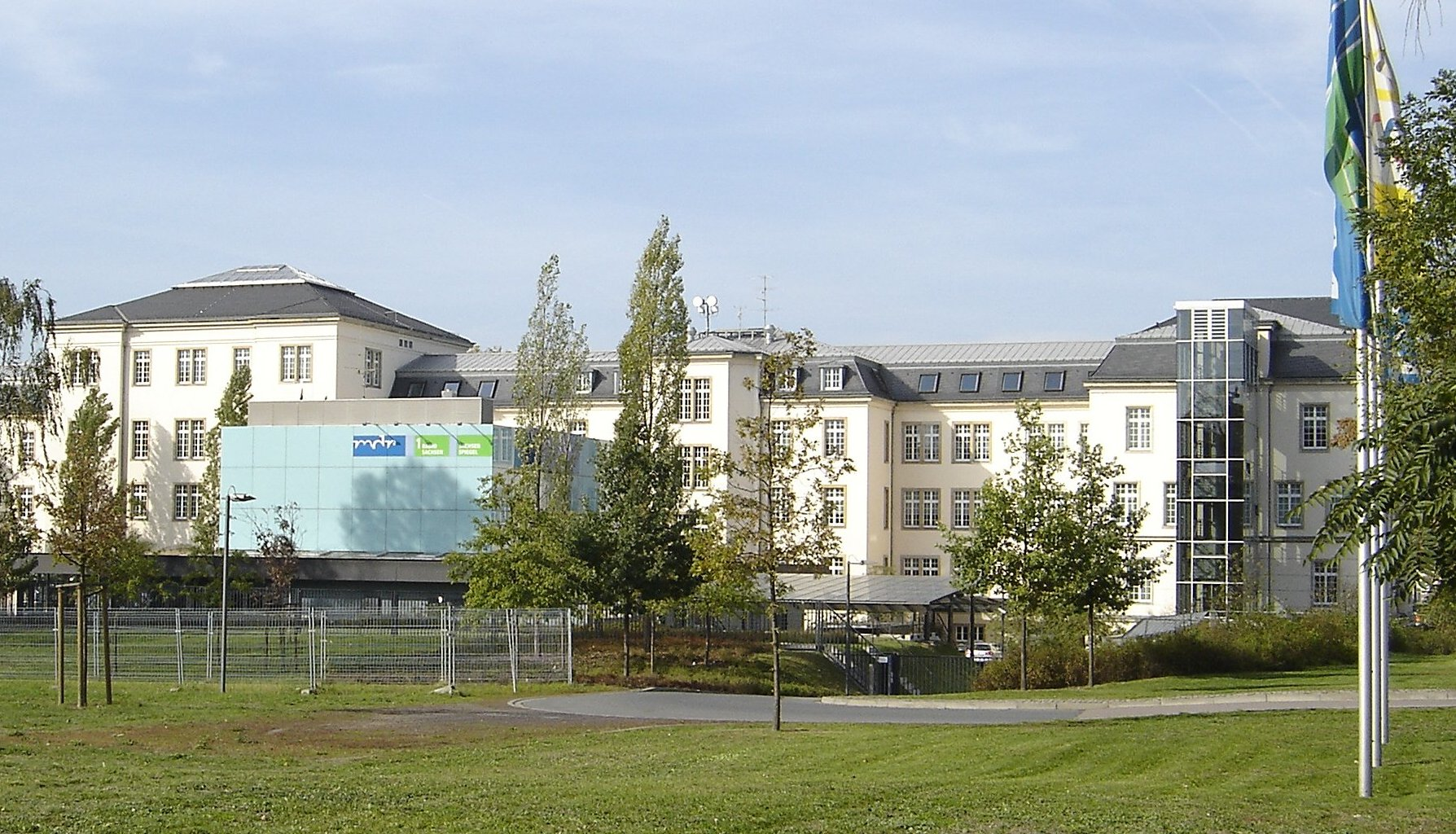
Landesfunkhaus Sachsen

Das Hauptregionalstudio befindet sich in Dresden im Landesfunkhaus Sachsen. Dort erarbeiten etwa 190 Mitarbeiter für Radio und Regionalprogramm des MDR-Fernsehens Programme, die täglich in Sachsen und unregelmäßig überregional ausgestrahlt werden.

## Geschichte
Der Sender startete am 1. Januar 1992 als Nachfolger von Sachsen Radio. Dabei wurde anfangs das Programmkonzept größtenteils übernommen. Entsprechend der Zielgruppe wurden  Oldies, aktueller Pop, Schlager und Volksmusik gespielt. Ende der 1990er Jahre wurde der Anteil an Volksmusik und aktueller Pop-Musik verringert. Der Schlager-Anteil wurde gleichzeitig erhöht. Beliebte Sendungen waren zu dieser Zeit u. a. die Schlagerparade mit Peter Niedziella, die Volkstümliche Hitparade mit Stephan Malzdorf, Musik nach Tisch und der Ohrwurm. Bei diesem gab es Montag bis Freitag von 19:00 Uhr bis 20:00 Uhr wechselnde Musikangebote (u. a. Countrymusik und Operetten).
In den Folgejahren änderte sich am Programm und der Musikauswahl nur wenig. Es wurden überwiegend Schlager der 1950er Jahre bis 2000er Jahre und Oldies der 1950er bis 1980er gespielt. Der Sender blieb, getreu seinem Motto „Der Heimatsender“, immer nah am Hörer.
In den Jahren von 2010 bis 2014 wurde der Schlageranteil drastisch reduziert. Dies hatte zur Folge, dass ältere Hörer und Liebhaber des Schlagers sich dem Programm abwandten. Jüngere Hörer kamen jedoch aufgrund der neuen Musikauswahl dazu. Sendungen wie die volkstümliche Hitparade oder Musik nach Tisch wurden eingestellt oder gingen in neuen Sendungen wie z. B. in „Musikgeschichten“ auf. Deutschsprachige Musik ist weiterhin verstreut im Tagesprogramm, aber vor allem in den Sendungen „Exquisit“ am Mittwoch-Abend, in „Die Deutsche Hitparade“ am Donnerstag-Abend sowie in der „Partyzeit“ am Samstag-Abend zu hören.
Am 3. September 2011 wechselte die Partyzeit mit Thomas Hehde von Antenne Brandenburg zu MDR Sachsen.
Von 1993 bis Ende 2013 moderierte Ilse Bähnert gemeinsam mit Peter Neumann und Gert Zimmermann den Samstag-Nachmittag. Die Sendung nannte sich „Spiel, Sport und Spaß“.
Bis Mitte 2014 gab es zu Spitzen-Verkehrszeiten den MDR 1 Radio Sachsen – Verkehrsflieger. Dieser berichtete über aktuelle Stau-Längen aus der Luft.
Aufgrund der trimedialen Neuausrichtung des MDR änderte MDR 1 Radio Sachsen seinen Namen am 2. Mai 2017 in MDR Sachsen.
Seit Sendestart liegt der Schwerpunkt des Programms auf Wortbeiträgen und Informationen aus und über Sachsen. Im Jahre 2013 wurde der Anteil an regionalen Meldungen erhöht. So gibt es nun stündlich von Montag bis Freitag von 5:30 Uhr bis 18:30 Uhr Regionalnachrichten. Musikalisch werden inzwischen überwiegend Oldies und Hits der 1960er, 1970er und 1980er, seit 2023 auch der 1990er und frühen 2000er gespielt. Diese werden durch deutschsprachige Musik, vor allem aus den Bereichen Ostrock, NDW und Schlager sowie Deutsch-Pop ergänzt. Im Bereich des Regionalstudios Bautzen wird zusätzlich der Sorbische Rundfunk ausgestrahlt.
Seit 1992 gibt es jeden Montag-Abend die Sendung Aufgefallen – Das sächsische Kulturmagazin mit Andreas Berger. Sie ist gemeinsam mit Guten Morgen Sachsen die am längsten auf diesem Sender existierende Sendung.

## Studios und Regionalbüros
MDR Sachsen besitzt vier Regionalstudios mit Fensterprogrammen und zwei Korrespondenzbüros.
- Regionalstudio Bautzen
- Regionalstudio Chemnitz
- Regionalstudio Dresden
- Regionalstudio Leipzig
- Korrespondentenbüro Görlitz
- Korrespondentenbüro Plauen

## Programm und Moderation
| Sendezeit           | Sendungsname                                                            | Moderatoren |
| ------------------- | ----------------------------------------------------------------------- | --- |
| 0500 Uhr – 1000 Uhr | Guten Morgen Sachsen                                                    | Elena Pelzer und Silvio Zschage |
| 1000 Uhr – 1300 Uhr | MDR Sachsen – Der Tag                                                   | Henriette Schmidt oder Thomas Hehde |
| 1300 Uhr – 1308 Uhr | Radioreport                                                             | Mario Hille, Thomas Lopau, Stephan Bischof oder Jan Kummer |
| 1308 Uhr – 1800 Uhr | MDR Sachsen – Der Nachmittag                                            | Heike Leschner oder Maik Teschner |
| 1800 Uhr – 1808 Uhr | Radioreport                                                             | MDR SACHSEN-Nachrichtensprecher |
| 1808 Uhr – 2000 Uhr | Abendsendung                                                            | siehe unten |
| 2000 Uhr – 2300 Uhr | ARD Abend (im wöchentlichen Wechsel aus den 3 MDR Landesfunkhäusern)    | Kathleen Rothe, Heiko Rasch, Frank-Michael Bauer, Amelie Urbanczyk, Christiane Weber, Romy Anders, Toby Bräuer, Christoph Schneider, Marcus Poschlod, Jan Lüdke, Hanno Bauer oder André Holst                                              |
| 2300 Uhr – 0500 Uhr | ARD-Hitnacht (im wöchentlichen Wechsel aus den 3 MDR Landesfunkhäusern) | Imme Tröger, Heiko Rasch, Frank-Michael Bauer, Bodo Gießner, Ronny Krappmann, Christoph Schneider, Marcus Poschlod, Hanno Bauer, André Holst, Lars Wohlfahrt, Romy Anders, Toby Bräuer, Kai Völker, Klaus Schräder-Grau oder Frank Beecken |

| Sendezeit           | Sendungsname                                                            | Moderatoren |
| ------------------- | ----------------------------------------------------------------------- | --- |
| 0600 Uhr – 1000 Uhr | Guten Morgen Sachsen                                                    | Peggy Wolter, Henriette Schmidt oder Natalie von Mildenstein |
| 1000 Uhr – 1300 Uhr | MDR Sachsen – Der Sachsen-Samstag                                       | Imme Tröger, Peggy Wolter oder Maik Teschner |
| 1300 Uhr – 1800 Uhr | Fairplay                                                                | Kathleen Rothe, Mario Hille, Alexander Schubert, Patrick Fritzsche oder Jan Kummer |
| 1800 Uhr – 2300 Uhr | MDR Sachsen – Partyzeit                                                 | Thomas Hehde oder Frank-Michael Bauer (selten) |
| 2300 Uhr – 0600 Uhr | ARD-Hitnacht (im wöchentlichen Wechsel aus den 3 MDR Landesfunkhäusern) | Imme Tröger, Heiko Rasch, Frank-Michael Bauer, Bodo Gießner, Ronny Krappmann, Christoph Schneider, Marcus Poschlod, Hanno Bauer, André Holst, Lars Wohlfahrt, Romy Anders, Toby Bräuer, Kai Völker, Klaus Schräder-Grau oder Frank Beecken |

| Sendezeit           | Sendungsname                                                            | Moderatoren |
| ------------------- | ----------------------------------------------------------------------- | --- |
| 0600 Uhr – 1000 Uhr | Guten Morgen Sachsen                                                    | Peggy Wolter, Henriette Schmidt oder Natalie von Mildenstein (selten) |
| 1000 Uhr – 1300 Uhr | MDR Sachsen – Der Sonntagsbrunch                                        | Katja Henkel oder Stephan Bischof |
| 1300 Uhr – 1800 Uhr | MDR Sachsen – Der Sonntagnachmittag                                     | Kathleen Rothe, Peter Neumann, Mario Hille, Jan Kummer oder Peggy Wolter |
| 1800 Uhr – 1830 Uhr | Mensch Nachbar – Grenzenlos                                             | Peggy Wolter, Roman Nuck oder Jan Kummer |
| 1830 Uhr – 2000 Uhr | Musikgeschichten                                                        | Kathleen Rothe oder Heiko Rasch |
| 2000 Uhr – 2300 Uhr | ARD Abend (im wöchentlichen Wechsel aus den 3 MDR Landesfunkhäusern)    | Kathleen Rothe, Heiko Rasch, Frank-Michael Bauer, Amelie Urbanczyk, Christiane Weber, Romy Anders, Toby Bräuer, Christoph Schneider, Marcus Poschlod, Jan Lüdke, Hanno Bauer oder André Holst                                              |
| 2300 Uhr – 0500 Uhr | ARD-Hitnacht (im wöchentlichen Wechsel aus den 3 MDR Landesfunkhäusern) | Imme Tröger, Heiko Rasch, Frank-Michael Bauer, Bodo Gießner, Ronny Krappmann, Christoph Schneider, Marcus Poschlod, Hanno Bauer, André Holst, Lars Wohlfahrt, Romy Anders, Toby Bräuer, Kai Völker, Klaus Schräder-Grau oder Frank Beecken |

| Wochentag  | Sendungsname                               | Moderatoren                                                   |
| ---------- | ------------------------------------------ | ------------------------------------------------------------- |
| Montag     | Aufgefallen – Das sächsische Kulturmagazin | Andreas Berger oder Stephan Bischof                           |
| Dienstag   | Dienstags-Direkt                           | Sina Peschke, Thomas Lopau oder Jan Kummer                    |
| Mittwoch   | Exquisit – Das Ost-Magazin                 | Frank-Michael Bauer oder Imme Tröger                          |
| Donnerstag | Die Deutsche Hitparade                     | Bodo Gießner oder Frank-Michael Bauer (selten)                |
| Freitag    | Die 80er-Show                              | Kathleen Rothe, Heiko Rasch oder Frank-Michael Bauer (selten) |

## Senderlogos

Logo von MDR 1 Radio Sachsen von 1992 bis 2003
Logo von MDR 1 Radio Sachsen bis 1. Mai 2017
Logo von MDR Sachsen seit 2. Mai 2017
Logo von MDR Sachsen seit 2. Mai 2017 mit Claim

## Claims
- seit 1992 (in verschiedenen Variationen und Verbindungen): Das Sachsenradio
- seit ca. 1995–2012: MDR 1 Radio Sachsen – Der Heimatsender
- zusätzlich von 2002 bis 2012: MDR 1 Radio Sachsen – Die besten Oldies, die schönsten Schlager
- 2013–2017: MDR 1 Radio Sachsen – Das Sachsenradio – einfach gute Musik
- 2017–2022: MDR Sachsen – Das Sachsenradio – einfach gute Musik
- seit 1. September 2022: MDR Sachsen – Das Sachsenradio – Mein Leben, meine Musik

## Empfang
MDR Sachsen ist in ganz Sachsen über UKW, DAB+, im Kabel und weltweit über das Internet zu empfangen.